# Amaranthus cuspidifolius
Amaranthus cuspidifolius là loài thực vật có hoa thuộc họ Dền. Loài này được Domin mô tả khoa học đầu tiên năm 1921.